# أليكس إكستروم
أليكس إكستروم هو دراج سويدي، ولد في 4 أكتوبر 1883 في إنشوبينغ في السويد، وتوفي في 20 فبراير 1958 في ستوكهولم في السويد.

## وصلات خارجية
- أليكس إكستروم على موقع إحصائيات الدراجات الإحترافية (الإنجليزية)
- أليكس إكستروم على موقع أوليمبيديا (الإنجليزية)
- أليكس إكستروم على موقع اللجنة الأولمبية السويدية (السويدية)